# Barditus
Barditus – pierwsza kaseta demo a zarazem pierwszy album muzyczny czeskiego zespołu Menhir wydany w marcu 1993 roku.

## Lista utworów
1. „Paganlord” – 5:18
2. „Warriors of the north” – 5:33
3. „Barditus” – 8:45
4. „Winter” – 5:44

## Twórcy
- Heiko Gerull – gitara, śpiew
- Thomas "Fix" Uβfeller – gitara, śpiew
- Manuela Ebert – syntezator, chórki w „Paganlord”